# Plac Kościelny we Wrocławiu

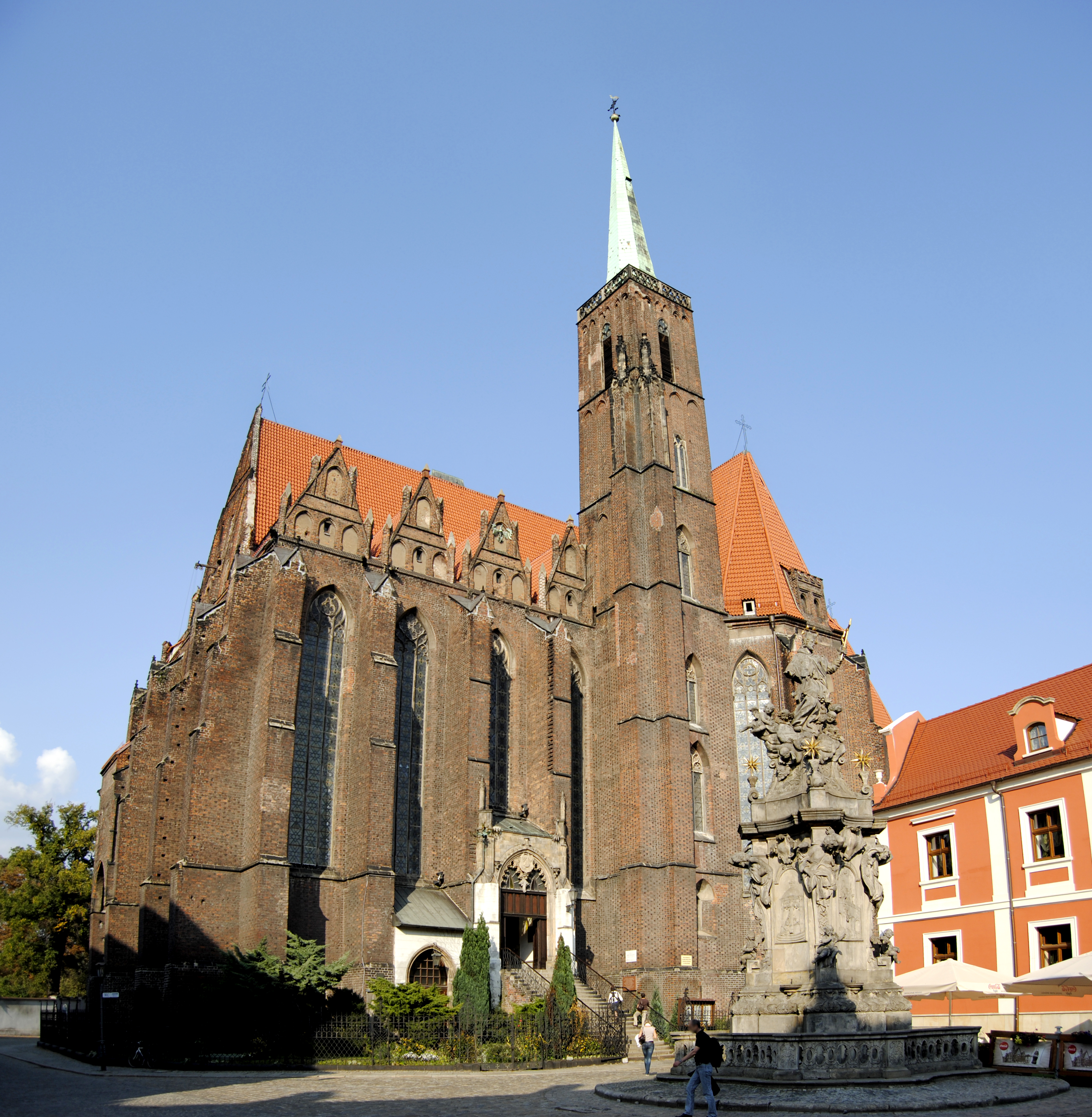
Kolegiata św. Krzyża i św. Bartłomieja

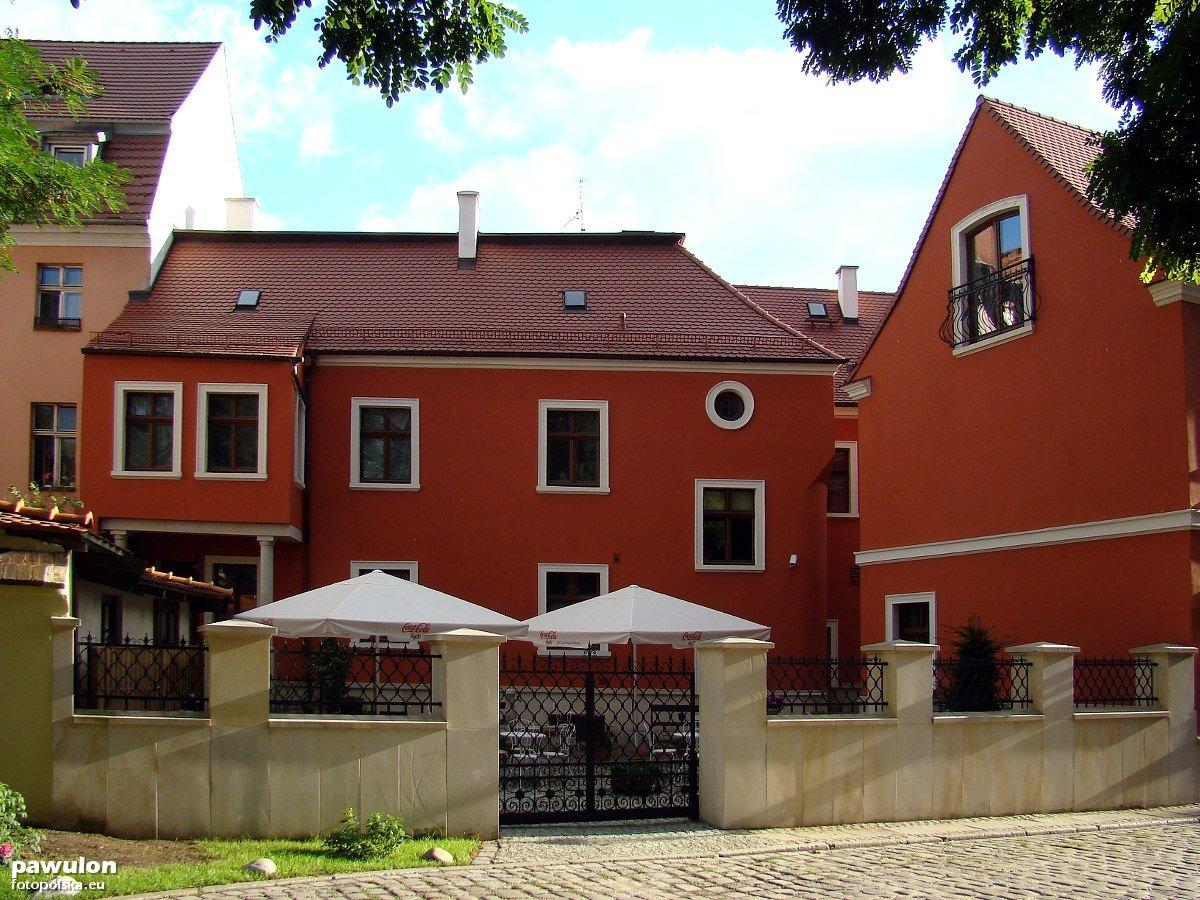
Kamienica nr 1

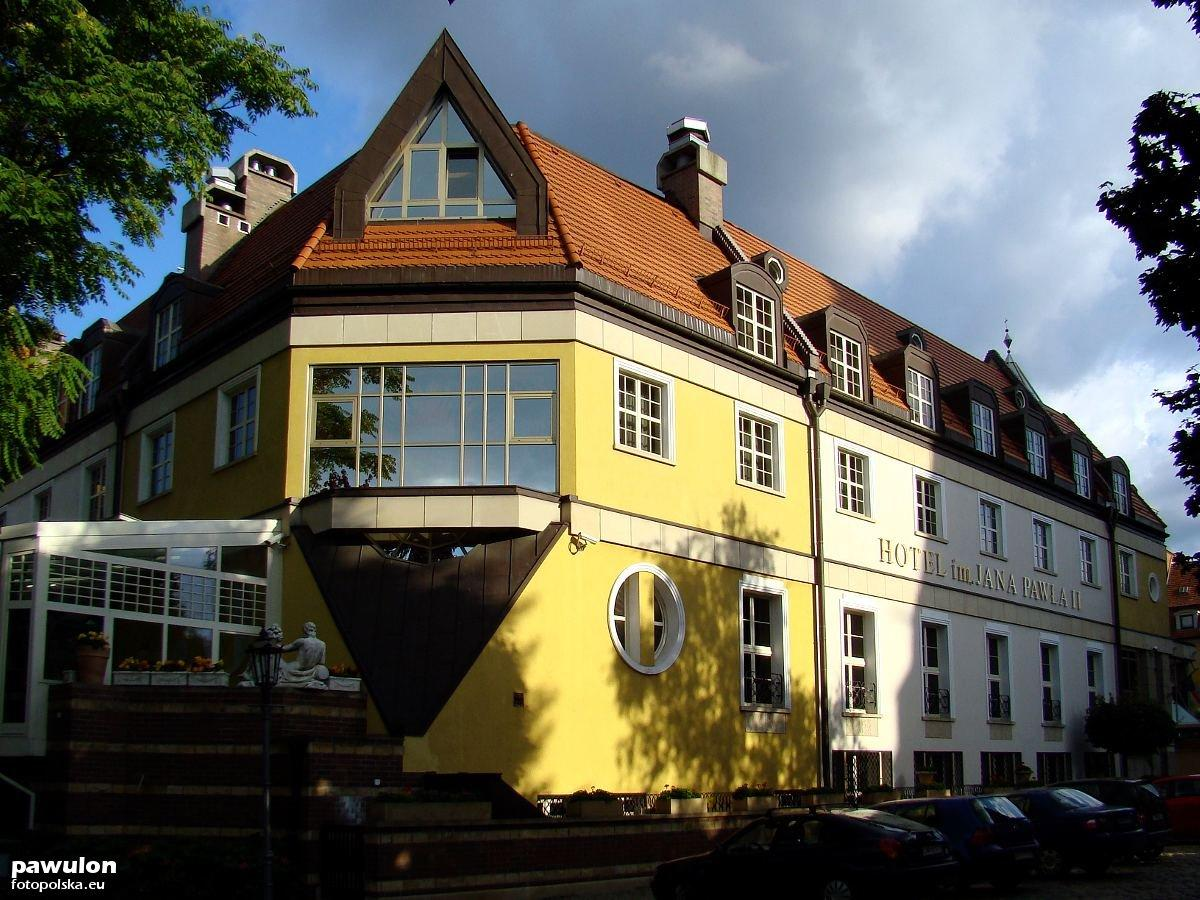
Pensjonat Jana Pawła II

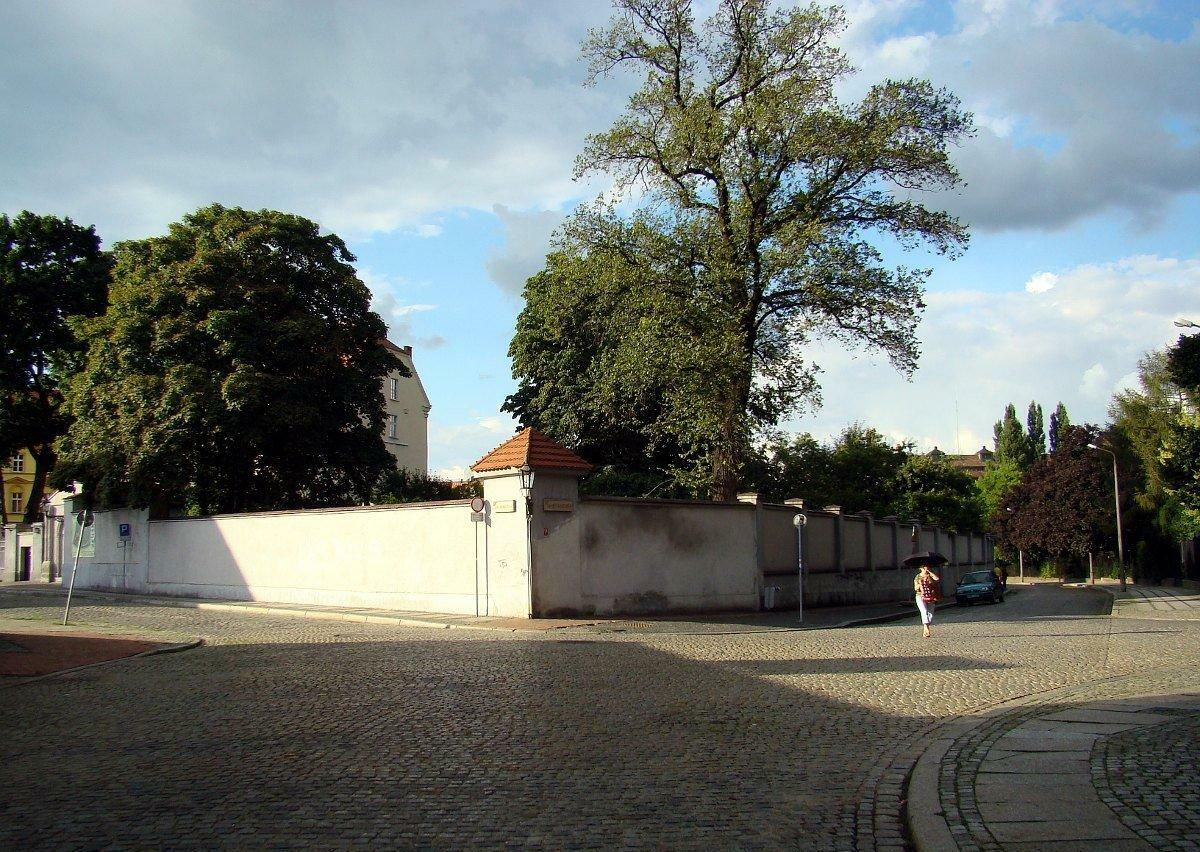
Mur terenu z reliktami części północnej Zamku Piastowskiego i domem zakonnym (skrzyżowanie ul. św. Marcina (po lewej), Świętokrzyskiej (na wprost) i pl. Kościelnego)

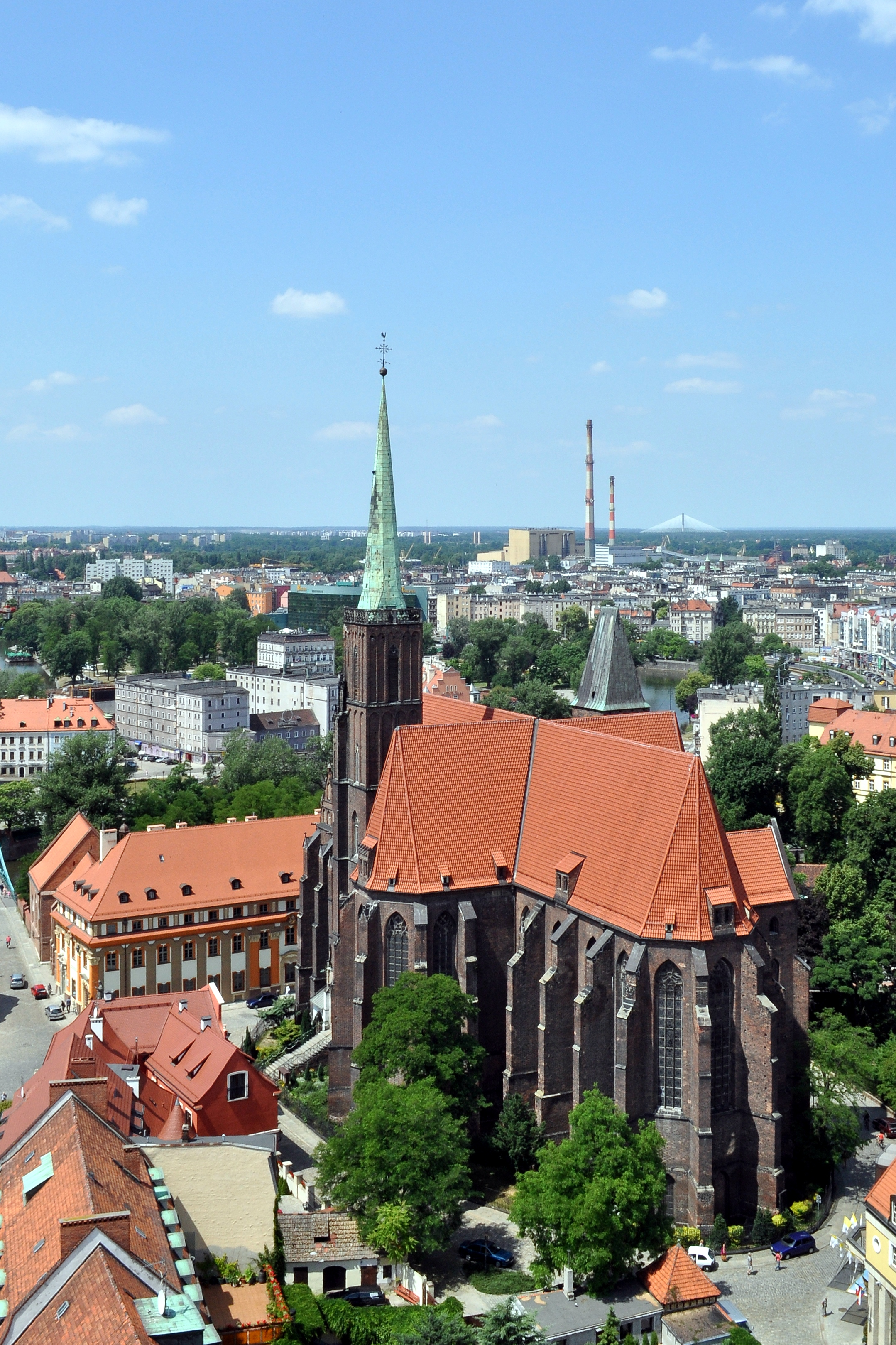
Plac i kolegiata

Plac Kościelny we Wrocławiu (niem. An der Kreuzkirche) – plac położony we Wrocławiu na Ostrowie Tumskim, osiedlu Stare Miasto. Przy placu znajduje się między innymi Kolegiata Świętego Krzyża i św. Bartłomieja oraz Pomnik św. Jana Nepomucena.

## Historia
W drugiej połowie XIII w. wytyczona została, m.in. w rejonie dzisiejszego placu, ulica Katedralna, w związku z przekazaniem części Ostrowa Tumskiego, niemal całej zachodniej jego części, Kapitule Świętokrzyskiej założonej 11 stycznia 1288 r.. Powstały dwa odrębne kolegia mansjonarzy dla wybudowanego tu kościoła: górnego św. Krzyża i dolnego św. Bartłomieja. Kapituła ta dopiero w 1376 r. musiała uznać zwierzchnictwo biskupa (kolegiata katedralna). Wcześniej obie kapituły ze sobą konkurowały. Sam Kościół św. Krzyża i św. Bartłomieja ufundowany został w 1288 r. przez księcia Henryka IV Probusa, a jego budowla trwała do około 1400 r. .
Plac obejmuje obszar, w którym powstała Kolegiata Świętego Krzyża. Był on intensywnie zabudowany już w trakcie budowy samej kolegiaty, a to z racji braku terenów. Kapituła Świętokrzyska, aby zapewnić komunikację z zamkiem i brzegiem rzeki Odry, zmuszona była wyburzyć część zabudowy przy placu w 1376 r. Kolejne przekształcenia obszaru przy placu objęły budowę murów i budynków towarzyszących kolegiacie. Były to wybudowana po północnej stronie wikaria i mansjonaria, po wschodniej stronie szkoła, a na południu wieżowy budynek nawiązujący do domu prepozyta i dziekanii katedralnej. Ten ostatni uznaje się za wyraz konkurencji między kapitułą świętokrzyską a kapitułą katedralną, bowiem podobne dwa budynki przy ulicy Katedralnej należały do kapituły katedralnej. Wszystkie trzy budynki stanowiły w tym rejonie dominaty. Pozostałą zabudowę stanowiły w większości budynki o konstrukcji szkieletowej.
W XVIII wieku zbudowano w miejscu mansjonarii świętokrzyskiej Orphanotropheum. Mur wokół kolegiaty rozebrano na początku XVIII wieku, dzięki czemu powstał obszerny plac. W konsekwencji tych robót odsłonięto fasadę Orphanotropheum. W latach 1730–1732 na placu wzniesiono pomnik św. Jana Nepomucena  oraz rozebrano wieże rezydencjalne. Pomnik położony on jest na południe od kościoła. W 1810 r. Kapituła Świętokrzyska została zniesiona, majątek podczas procesu sekularyzacji przeszedł na skarb państwa. Sam kościół na placu stał się filialnym dla katedry. Kolejne znaczne przeobrażenia zabudowy placu nastąpiły pod koniec XIX wieku. Powstał wtedy na wschód od kościoła budynek Instytutu Fizyki a na północy trzy kamienice czynszowe. W latach 1885–1887 zburzono część zabudowy północnej pierzei dzięki czemu wytyczono ulicę św. Marcina w kierunku placu Bema.
W wyniku walk pod koniec II wojny światowej w 1945 r. rejon ten uległ znacznemu zniszczeniu. W latach powojennych odbudowano tylko południową część placu. Pierzeję północną natomiast w całości włączono do Ogrodu Botanicznego Uniwersytetu Wrocławskiego w ramach jego powiększenia w 1960 r. o około 1 ha, rozbierając zniszczoną zabudowę, m.in. Instytutu Fizyki. Natomiast w latach 2000–2002 po stronie północno-wschodniej zbudowano budynek pensjonatu Jana Pawła II.

## Nazwa
Obecny Plac Kościelny do 1824 r. nie miał nadanej nazwy własnej. W tym właśnie roku otrzymał nazwę An der Kreuzkirche. Podobnie do imienia Kościoła Świętego Krzyża nawiązywała także ówczesna nazwa dzisiejszej ulicy Świętokrzyskiej – Kreuzstrasse. Po II wojnie światowej otrzymał współcześnie obowiązującą nazwę Plac Kościelny.

## Zabudowa i zagospodarowanie
Centralnym elementem zabudowy placu jest Kościół Świętego Krzyża i św. Bartłomieja oraz figura św. Jana Nepomucena. Zachodnią, południową i wschodnią pierzeję placu stanowi zachowana lub odbudowana zabudowa historyczna tego rejonu Ostrowa Tumskiego. Znaczna część tej zabudowy przeznaczona jest dla potrzeb usług sakralnych oraz zamieszkania i administracji kościelnej. Natomiast północno-wschodni narożnik to współczesna zabudowa pensjonatu Jana Pawła II, a północna to ogrodzony teren Ogrodu Botanicznego.

## Układ drogowy
Do placu przypisane są drogi gminne o długości 264 m. W północnej części otaczają one Kościół Świętego Krzyża i św. Bartłomieja, a w południowej pomnik św. Jana Nepomucena. Obowiązuje tu ruch pieszy, z dopuszczeniem dojazdu do kościoła pojazdom specjalnym. W całym obszarze obowiązuje wykonywanie nawierzchni z kostki kamiennej lub klinkierowej w nawiązaniu do historycznych nawierzchni zabytkowych.
Ulice powiązane z placem:
- ulica Katedralna, stanowi główną oś komunikacyjną i urbanistyczną Ostrowa Tumskiego[2][4], łącząc Most Tumski z Placem Katedralnym[4], przebiega na południe od placu, stanowiąc jego południową granicę[3][17][20],
- ulica Świętego Marcina, wybiega na północny zachód z narożnika północno-zachodniego placu[10][17][21],
- ulica Świętokrzyska, wybiega na północ z narożnika północno-zachodniego placu[17][22],
- ulica Kanonia, wybiega na północ i dalej na wschód z narożnika północno-wschodniego placu[12][17][23]
- ulica Świętego Idziego, wybiega w kierunku wschodnim[14][17][24].

## Ochrona i zabytki
Obszar, na którym położony jest Plac Kościelny, podlega ochronie w ramach zespołu urbanistycznego Ostrowa Tumskiego i wysp: Piaskowej, Bielarskiej, Słodowej i Tumskiej, wpisanego do rejestru zabytków pod nr rej.: 195 z 15.02.1962 r. oraz A/678/213 z 12.05.1967 r.. Inną formą ochrony tych obszarów jest ustanowienie historycznego centrum miasta, w nieco szerszym obszarowo zakresie niż wyżej wskazany zespół urbanistyczny, jako pomnik historii  . Również miejscowy plan zagospodarowania przestrzennego umieszcza ten obszar w strefie ścisłej ochrony konserwatorskiej i określa jako obszar o najwyższych wartościach krajobrazowych. Ochronie również podlega oś widokowa przebiegająca przez plac wzdłuż ulicy Katedralnej.
Przy placu znajdują się następujące zabytki:
- Kolegiata Świętego Krzyża i św. Bartłomieja we Wrocławiu[a], rodzaj ochrony: rejestr zabytków, nr A/5256/44 z dn. 25.01.1962[17][31]
- figura Świętego Jana Nepomucena, rodzaj ochrony: rejestr zabytków, nr 36 z 29.03.1949[32]
- dom parafialny[e], rodzaj ochrony: M.p.z.p., GEZ[17]

Ponadto w najbliższym sąsiedztwie placu znajdują się następujące zabytki:
- Orphanotropheum[c], rodzaj ochrony: rejestr zabytków, nr 90 z 29.03.1949 i A/2891/46 z dn. 25.01.1962[17][33]
- dom parafialny kościoła św. Krzyża, obecnie budynek mieszkalno-usługowy[f], rodzaj ochrony: rejestr zabytków, nr A/2901/51 z dn. 25.01.1962[17][33]
- Ogród Botaniczny Uniwersytetu Wrocławskiego[g], rodzaj ochrony: rejestr zabytków, nr A/2374/2094 z 5.02.1974[11][17][32]
- kanonia kapituły świętokrzyskiej[h], rodzaj ochrony: rejestr zabytków, nr A/2892/50 z dn. 25.01.1962[17][33],
- relikty części północnej Zamku Piastowskiego z domem zakonnym Zgromadzenia Sióstr Szkolnych De Notre Dame oraz z budynkiem szkolnym (Liceum św. Anny 1891), ob. klasztor Zgromadzenia Sióstr Szkolnych De Notre Dame i Dom Gościnny[i], rodzaj ochrony: rejestr zabytków, nr rej.: 143 (?) z 4.11.1968 i A/5348/93 z dn. 12.02.1962[17][34].